# Шоев, Исмат
Исмат Шоев (1909 год — 23 февраля 1974 года) — бригадир колхоза имени Орджоникидзе Сталинабадского района Сталинабадской области, Таджикская ССР. Герой Социалистического Труда (1949).
В 1948 бригада Исмата Шоева собрала в среднем с каждого гектара по 88,1 центнера хлопка на площади в 21 гектаров. Указом Президиума Верховного Совета СССР от 3 мая 1949 года удостоен звания Героя Социалистического Труда «за получение высоких урожаев хлопка при выполнении колхозами обязательных поставок и контрактации по всем видам сельскохозяйственной продукции, натуроплаты за работу МТС в 1948 году и обеспеченности семенами всех культур в размере полной потребности для весеннего посева 1949 года» с вручением ордена Ленина и золотой медали «Серп и Молот».
Скончался в феврале 1974 года.